# Il pappagallo di Flaubert
Il pappagallo di Flaubert (Flaubert's Parrot) è un romanzo di Julian Barnes del 1984.

## Storia editoriale
Il libro ha ricevuto vari premi letterari, nel corso di alcuni anni: finalista al Booker Prize nel 1984; vincitore del Geoffrey Faber Memorial Prize nel 1985, del Prix Médicis (sezione Saggio) e dell'E. M. Forster Award (USA) nel 1986, del Premio Grinzane Cavour narrativa straniera nel 1988.

## Trama
Il romanzo vede come protagonista Geoffrey Braithwaite, studioso amatoriale della vita di Gustave Flaubert, alla ricerca del vero pappagallo impagliato che aveva ispirato un racconto dello scrittore francese.

## Edizioni
- Julian Barnes, Il pappagallo di Flaubert, traduzione di Riccardo Mainardi, Milano, Rizzoli, 1987, ISBN 88-17-67110-X.
- Id., Il pappagallo di Flaubert, trad. di Susanna Basso, Torino, Einaudi, 2014, ISBN 88-06-21440-3.